# Скупски малки бани
Скупски малки бани (на македонска литературна норма: Скупски мали бани) е археологически обект, римски бани (терми) в античния град Скупи, край Скопие, Северна Македония.

## Местоположение
Малките бани са разположени западно от главната улица кардо максимус и датират от IV – V век.

## Описание
Баните имат студено, хладко и  топло помещение и са загрявани с хипокаустна система.